# Jerome Hellman

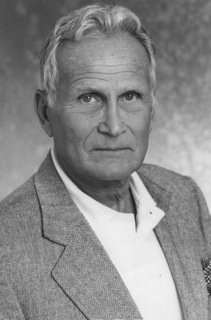
Jerome Hellman

Jerome Hellman (* 4. September 1928 in New York City, New York; † 26. Mai 2021 in South Egremont, Massachusetts) war ein US-amerikanischer Filmproduzent und Regisseur. International bekannt wurde er durch die Produktion der Kinofilme Asphalt-Cowboy, Der Tag der Heuschrecke, Coming Home – Sie kehren heim und Mosquito Coast.

## Leben und Karriere
Jerome Hellman, geboren 1928 in New York City, begann neben seiner Karriere als Produzent beim Theater in den 1960er Jahren auch eine Karriere als Filmproduzent. Mit der Komödie Henrys Liebesleben mit Peter Sellers realisierte er 1964 seine erste Kinoproduktion. 1966 produzierte er eine weitere romantische Liebeskomödie mit dem Sean-Connery-Film Simson ist nicht zu schlagen.
1970 wurde er als Produzent für das Filmdrama Asphalt-Cowboy mit Dustin Hoffman und Jon Voight in den Hauptrollen mit dem Oscar für den Besten Film des Jahres ausgezeichnet; für die Filmmusik zeichnete der britische Komponist John Barry verantwortlich, der auch bei der nächsten Filmproduktion von Jerome Hellman, dem Drama Der Tag der Heuschrecke, die Musik komponieren sollte. 1979 erhielt Hellman eine weitere Oscar-Nominierung für sein Antikriegsdrama Coming Home – Sie kehren heim mit Jane Fonda und Jon Voight. Noch im selben Jahr übernahm Hellman neben der Produktion auch die Regie für das Drama Wenn das Schicksal es will. Die Hauptrollen besetzte er mit den Schauspielern Marsha Mason, Ned Beatty und Susan Clark. Seine letzte Kinoproduktion war 1986 der Film Mosquito Coast mit Harrison Ford in der Rolle des Aussteigers Allie Fox. Regie führte Peter Weir.
1995 war er Mitglied der Jury beim 19. Internationalen Filmfestival in Moskau.
Jerome Hellman produzierte in seiner Karriere mehrere Kinofilme und Theaterstücke und nahm selbst bei einem Film auf dem Regiestuhl Platz.
Er war verheiratet und hatte zwei Kinder, eine Tochter und einen Sohn. Er starb Ende Mai 2021 im Alter von 92 Jahren in South Egremont, Massachusetts.

## Auszeichnungen
- 1970: Laurel-Award-Nominierung in der Kategorie Golden Laurel für 8th place
- 1970: Oscar in der Kategorie Bester Film bei der Verleihung 1970 für Asphalt-Cowboy
- 1979: Oscar-Nominierung in der Kategorie Bester Film bei der Verleihung 1979 für Coming Home – Sie kehren heim

## Filmografie (Auswahl)

### Filmproduzent
- 1964: Henrys Liebesleben (The World of Henry Orient)
- 1966: Simson ist nicht zu schlagen (A Fine Madness)
- 1969: Asphalt-Cowboy (Midnight Cowboy)
- 1975: Der Tag der Heuschrecke (The Day of the Locust)
- 1978: Coming Home – Sie kehren heim (Coming Home)
- 1979: Wenn das Schicksal es will (Promises in the Dark)
- 1986: Mosquito Coast (The Mosquito Coast)

### Filmregisseur
- 1979: Wenn das Schicksal es will (Promises in the Dark)